# Abou Sangaré
Abou Sangaré (Sinko, Región de Nzérékoré; 7 de mayo de 2001) es un mecánico y actor guineano.

## Biografía
Abou Sangaré, originario de Guinea, vio cómo su madre caía gravemente enferma durante su adolescencia. Incapaz de cubrir sus necesidades médicas, explica, decidió emigrar a Argelia en busca de trabajo, y después a Europa. Llegó a Francia en 2017, con 16 años, sin hablar francés, sin escolarización previa, sin papeles. Se matriculó por asociaciones en un bachillerato profesional de mantenimiento de vehículos de transporte por ruta en Amiens. Tras el bachillerato, obtuvo el título de técnico superior.
Sus tres primeras solicitudes de regularización fueron rechazadas. Se le expidió un OQTF (obligación de abandonar el territorio francés). Tras su cuarta solicitud, obtuvo su primer permiso de residencia de un año el 8 de enero de 2025, sobre la base de la circular Valls, que permite la regularización mediante trabajo.
En 2023, fue seleccionado por Boris Lojkine para interpretar el papel protagonista de La historia de Souleymane. Había acudido al casting sin creérselo, buscando trabajo. No esperaba este protagonismo. El guion se adaptó a sus antecedentes. El actor ganó un premio, al igual que la película, que también fue ovacionada, en la sección Un certain regard del Festival de Cannes 2024. Cuando se le preguntó si ahora pensaba dedicarse al cine, respondió: «No. Puede que haya ofertas, pero yo soy mecánico, es mi trabajo. Estoy deseando poder trabajar en el taller".

## Filmografía

### Largometraje
- La historia de Souleymane (2024)

## Premios y nominaciones
- Festival de Cine de Cannes 2024 : Premio Un Certain Regard al mejor actor por La historia de Souleymane.[3]
- Premios del Cine Europeo 2024 : Mejor actor por La historia de Souleymane.[5]
- César 2025 : Mejor revelación masculina por La historia de Souleymane.